# O Padre e a Moça
O Padre e a Moça é um filme brasileiro de 1966, do gênero drama, dirigido por Joaquim Pedro de Andrade, e com roteiro baseado no poema homônimo de Carlos Drummond de Andrade. Filmagem em Minas Gerais, em São Gonçalo do Rio das Pedras, Gruta de Maquiné e Serra do Espinhaço . O filme foi restaurado inicialmente em 1999 e depois entre 2005 e 2007. Em novembro de 2015 o filme entrou na lista feita pela Associação Brasileira de Críticos de Cinema (Abraccine) dos 100 melhores filmes brasileiros de todos os tempos.

## Sinopse
Num garimpo de diamantes decadente à beira do Rio das Pedras, numa região serrana próxima a Diamantina, um jovem padre chega para dar a extrema unção ao idoso vigário chamado Antonio de um vilarejo isolado. Antes de morrer o moribundo sussurra algo ao padre e o comerciante Fortunato ouve o nome de Mariana, sua concubina. Mariana era filha de um garimpeiro arruinado que aos dez anos de idade foi dada por seu pai a Fortunato para que ele a criasse. O comerciante tomou Mariana por amante quando ela se tornou moça e queria se casar com ela mas o padre Antonio negou. Depois do enterro do vigário, o novo padre aceita realizar o casamento mas fica relutante ao saber que Mariana o deseja e que ele também a quer.

## Elenco
- Helena Ignez.... Mariana
- Paulo José.... padre
- Mário Lago.... Fortunato
- Fauzi Arap.... Vitorino
- Rosa Sandrini

## Prêmios e indicações
Instituto Nacional do Cinema (INC) 1966 (Brasil)
- Recebeu o Prêmio de Qualidade.

Festival de Berlim 1966 (Alemanha)
- O filme foi indicado ao Urso de Ouro.

Festival de Brasília 1966 (Brasil)
- Recebeu o Troféu Candango de Ouro nas categorias de Melhor Atriz (Helena Ignez) e de Melhor Fotografia.